# Puente ferroviario Carmen de Patagones-Viedma
El Puente ferroviario Carmen de Patagones - Viedma (conocido localmente como Puente Viejo) es un puente argentino que une esas dos ciudades (Carmen de Patagones y Viedma), cruza el Río Negro. Fue inaugurado en 1931 y hasta 1957 fue levadizo a contrapeso hidráulico, único en todo el mundo.

## Historia

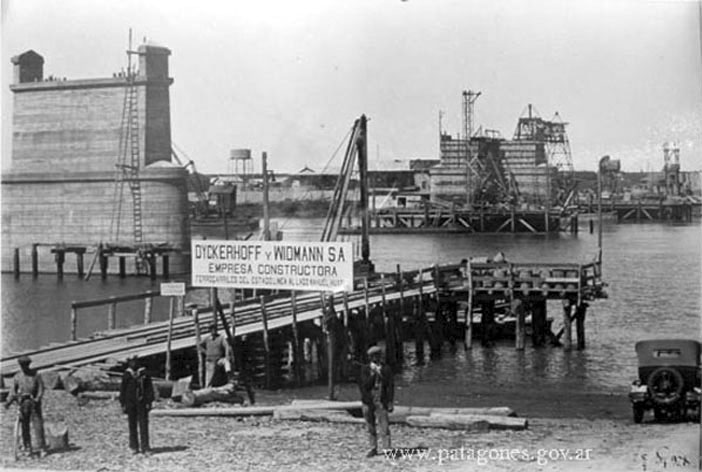
Construcción de las bases del puente

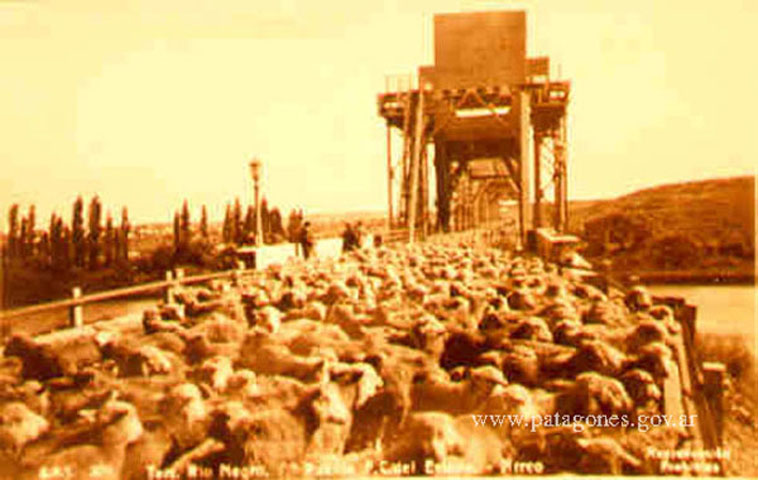
Ganado cruza el puente.

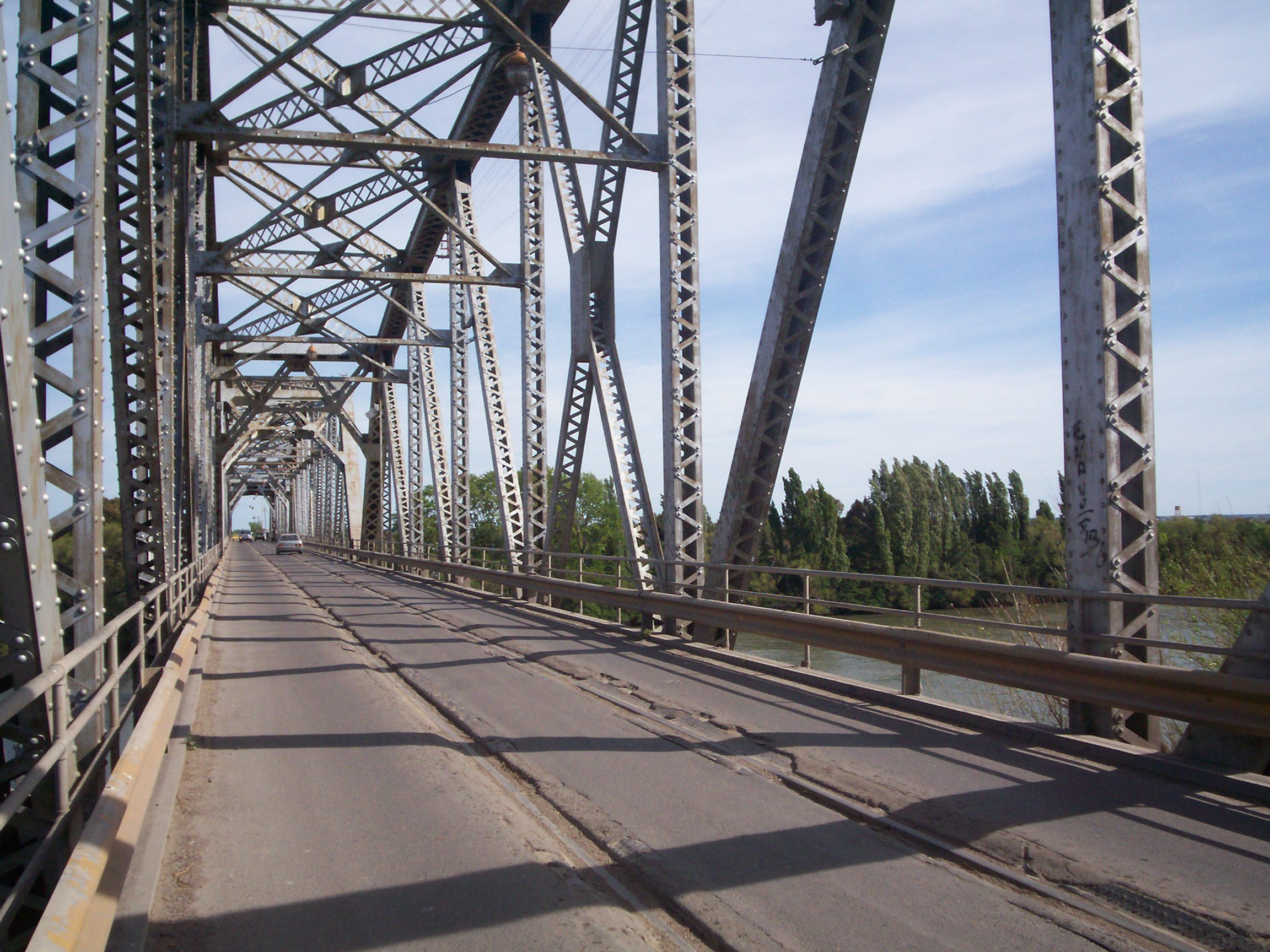
Vista interna del puente en enero de 2005, previo a las reformas de 2012-2013.

A principios de la década de 1920, era indispensable la comunicación a través del ferrocarril, por ello se decide la construcción de este puente, que conectó por primera vez la Provincia de Buenos Aires y la Patagonia Argentina.
La construcción comenzó en 1927 cuando Ferrocarriles del Estado comenzó los trabajos de construcción de los dos estribos y tres pilares que sostendrían al puente de unión entre ambas márgenes, la de la Provincia de Buenos Aires, al norte y la del por ese entonces Territorio Nacional del Río Negro, al sur.
En el año 1929, se le fue adjudicada la construcción de las bases a la empresa alemana Dyckerhoff & Widmann, al ingeniero argentino Mario José Rovere la dirección del proyecto y a la empresa metalúrgica también alemana Gutehoffnungshjütte, la construcción de los cuatro tramos metálicos. Los tramos metalúrgicos fueron fabricados en Alemania, y traídos desarmados en grandes piezas por barco y por tren.
En la construcción participaron más de 150 obreros, los cuales cumplían turnos de 8 horas, el trabajo se realizaba durante las 24 horas. Finalmente, el 17 de diciembre de 1931, fue inaugurado, una multitud cruzó por primera vez a pie de Patagones a Viedma.
En la Exposición Mundial de Ingeniería de 1935 en Oberhausen, Alemania, fue considerado como uno de los cinco puentes más importantes de Sudamérica y el tramo basculante más grande del mundo.
El 4 de septiembre de 2012, comenzó a ser remodelado. La remodelación incluyó el recambio de la carpeta de rodamiento, con restauración del sistema de drenaje de agua, arenado y pintado en toda la estructura metálica. Además de la construcción de una pasarela metálica para peatones y ciclistas paralela al puente, sendas peatonales con lomadas y semáforos, recambio de luminaria, señalética y construcción de rotondas.
El 19 de diciembre de 2013, luego de más de un año de su cierre por restauración, fue reinaugurado a la medianoche. Previo a esto, hubo un acto donde se hizo entrega de la ordenanza que declara al puente de Interés Cultural, Histórico y Social, de la mano del gobernador de la provincia de Río Negro, junto a los intendentes de Carmen de Patagones, Jabier Garcés, y de Viedma, José Luis Foulkes. También estuvo presente el senador nacional Miguel Ángel Pichetto, el administrador general de Vialidad Nacional, Nelson Periotti, y el administrador de Vialidad Nacional, Ricardo Curetti, entre otros. En el acto también hubo espectáculo de fuegos artificiales sobre el puente.

## Arquitectura
El puente consta de cuatro tramos asentados sobre pilares: dos fijos (ubicados en la margen norte), otro que en su momento fue basculante de 52 metros, que podía ser levantado para permitir el paso de barcos como los que hasta la década de 1940 llegaban al puerto de Patagones, y otro de ribera, de 46 metros de luz. 
El puente tiene una longitud de 268 metros y está hecho de acero. Su ancho es de 7 metros medido entre ejes de vigas principales. La calzada está asfaltada en su totalidad en la actualidad pero en sus inicios el tramo basculante era de madera.
Sobre el puente se halla la cabina de mando, en cuyo interior se encuentran todos los mecanismos para el movimiento. Para mover el puente, los piñones terminales de la cabina engranaban en una cremallera superior arrastrándolo consigo. Durante este movimiento la cabina se desplazaba rodando por medio de su carro y al mismo tiempo los enormes segmentos inferiores engranaban en otra poderosa cremallera inferior, que forma parte común con el tramo de ribera.
Don Rosario Dominicci, luego de que pasara el último barco en el año 1943 (Vapor Patagonia), y que era el encargado de accionar el sistema levadizo para evitar que se enmoheciera, fue quien levantó por última vez el puente en el año 1957.

## Curiosidades
- Cuando circulaban los trenes entre Estación Plaza Constitución y San Carlos de Bariloche era una tradición que las parejas de recién casados, en sus viajes de luna de miel, arrojaran monedas al río al cruzar la enorme estructura, haciendo deseos de prosperidad familiar.[7]
- El pilar central tiene un dispositivo especial para dinamitarlo en caso de guerra o necesidad, debido a que el puente es de origen alemán y allí se tomaban y eran necesarias estas previsiones. Esta característica fue descubierta por dos buzos que inspeccionaron el pilar central, esto fue descubierto en el año 1971.
- Es el único puente basculante a contrapeso hidráulico existente en el mundo en la actualidad. Solo se construyeron dos de este tipo, pero el otro se encuentra en Japón que  fue destruido durante la Segunda Guerra Mundial.
- Luego de la reinauguración en diciembre de 2013, muchas parejas o grupos de amigos comenzaron a colocar candados cerrados enganchados en las rejas de la pasarela peatonal, tirando posteriormente la llave al Río Negro para simbolizar el amor o la amistad eterna entre ellos, costumbre originaria del Pont des Arts en París.